# Zone contiguë
Pour un article plus général, voir Droit de la mer.

Les zones maritimes du droit international de la mer

La zone contiguë est un espace maritime s'étendant, au-delà de la mer territoriale, jusqu'à 24 milles marins (44 448 mètres) des côtes depuis la ligne de base droite, où l'État côtier a le pouvoir d'exercer des droits de douane et de police : droits de poursuite et d'arrestation dans le cadre de la lutte contre les stupéfiants, le trafic d'immigrants illégaux et la fraude fiscale et douanière. L'État n'y exerce cependant pas sa pleine souveraineté, faisant uniquement respecter ses lois nationales dans le domaine des douanes, de la fiscalité, de la santé et de l'immigration.